# Federação de Clubes de Mulheres do Texas
A Federação de Clubes de Mulheres do Texas (Texas Federation of Women's Clubs - TFWC) é uma organização sem fins lucrativos, estabelecida em 1897, dedicada a mulheres no estado do Texas. O objetivo da Federação é constituir uma organização central para os clubes de mulheres e seus membros, com foco em temas como educação, meio ambiente, vida doméstica e cívica, artes e história do Texas. Notavelmente, 70% das bibliotecas públicas do Texas foram criadas graças ao trabalho das associadas e dos clubes do TFWC.

## Histórico
A origem do TFWC remonta aos clubes de mulheres locais em todo o estado do Texas, muitos dos quais foram estabelecidos para promover a cultura e o desenvolvimento intelectual. Com o tempo, cresceu entre as associadas a ideia de que os clubes locais se beneficiariam do compartilhamento e da comunicação com outros clubes do estado. Em 1894, um Congresso de Mulheres foi realizado durante a Feira Estadual do Texas [en], em Dallas, proporcionando oportunidades de networking para diversas sócias de clubes femininos. Esse evento contribuiu para a formação do TFWC.
Em 1895, o Clube das Mulheres de Quarta-feira propôs a criação de uma federação de clubes femininos. Contudo, foi a Sra. Edward Rotan (Kate Sturm McCall Rotan), de Waco, que finalmente se comunicou, por meio de uma carta, convidando vários clubes a enviar representantes para a fundação do TFWC. O TFWC foi inicialmente organizado sob o nome de Federação de Clubes Literários do Texas (Texas Federation of Literary Clubs) em 1897, com Rotan sendo eleita como a primeira presidente e Olga Bernstein Kohlberg como a primeira vice-presidente.
Os vinte e um clubes fundadores originais do TFWC eram o Clube de História Americana (American History Club), o Clube de Desbravadores de Austin (Pathfinder's Club of Austin), o Clube de Revistas de Cleburne (Magazine Club of Cleburne), o Clube do Século XIX de Corsicana (XIX Century Club of Corsicana), e vários clubes de Dallas, incluindo o Clube de Eventos Atuais (Current Events Club), o Clube Pieriano (Pierian Club), o Clube de Shakespeare (Shakespeare Club), o Clube Padrão (Standard Club), a Sociedade Literária Ariel de Denton (Ariel Literary Society of Denton), o Clube das Mulheres de Quarta-feira (Women's Wednesday Club), o Clube 1993 de Fort Worth ('93 Club of Fort Worth), o Clube das Mulheres de Galveston (Wednesday Club of Galveston), o Clube das Mulheres (Women's Club), o Clube de Leitura das Damas de Houston (Ladies' Reading Club of Houston), o Clube da Coruja de McKinney (Owl Club of McKinney), o Clube de Shakespeare de Sherman (Shakespeare Club of Sherman), o Clube Quid Nunc de Tyler (Quid Nunc Club of Tyler), o Clube de Ciências Sociais de Terrell (Social Science Club of Terrell), o Clube Literário e o Clube das Mulheres de Waco (Literary and the Woman's Club of Waco) e o Clube XXI de Denison (XXI Club of Denison). O TFWC restringia a filiação a grupos recomendados por dois outros clubes já membros da organização, sendo a maioria dos integrantes composta por mulheres brancas de classe média ou alta. Em 1899, o TFWC se associou à Federação Geral de Clubes de Mulheres [en] e alterou seu nome para Federação de Clubes de Mulheres do Texas. A organização se estruturou em cinco distritos e, em 1901, contava com 132 clubes afiliados.
A TFWC comprometeu-se a ajudar na criação de bibliotecas públicas no Texas em 1898. Durante o mandato de Anna Pennybacker como presidente, de 1901 a 1903, a organização estabeleceu uma “biblioteca itinerante e uma coleção de arte” e arrecadou US$ 3.500 para bolsas de estudo destinadas a mulheres na Universidade do Texas. A TFWC também desempenhou um papel fundamental na formação da Comissão de Bibliotecas e Arquivos do Estado do Texas [en]. Em colaboração com a Associação de Bibliotecas do Texas [en] e George Garrison, da Universidade do Texas, a TFWC ajudou a aprovar a legislação de 1909 que resultou na criação da Biblioteca Estadual do Texas. Além disso, a TFWC investiu significativamente na implementação de “bibliotecas itinerantes” em todo o estado, mantendo a responsabilidade por essas iniciativas até 1916, quando a Biblioteca Estadual do Texas assumiu o controle.
A TFWC também se destacou na preservação histórica. Em 1904, a organização contribuiu para a arrecadação de fundos para a compra da Missão Alamo [en] e dos terrenos adjacentes.
Em 1916, a TFWC contava com 450 clubes e um quadro associativo de 16.000 pessoas. A organização incentivou as mulheres a se candidatarem às diretorias das escolas locais. Em 1923, começou a publicação do Texas Federation News. Durante a década de 1920, a TFWC também esteve envolvida na promoção de exposições de arte itinerantes. A Sra. H.B. Fall foi uma das responsáveis pela criação de “centros de arte em casas de campo” em todo o Texas, com o apoio da TFWC.
Em 1932, foi lançada a pedra fundamental da sede da Federação de Clubes de Mulheres do Texas em Austin. No final da década de 1930, a TFWC havia crescido para incluir 1.200 clubes e cerca de 60.000 associadas. Margaret Sanger reconheceu a importância de obter o endosso da TFWC para promover o planejamento familiar entre as mulheres, considerando que isso poderia ajudar o Texas a apoiar o controle de natalidade. Com o auxílio de Katie Ripley, de Dallas, Sanger conseguiu o endosso da TFWC em 1936. Em 1937, Ripley fez com que a TFWC aprovasse uma resolução recomendando que o controle de natalidade fosse disponibilizado por clínicas públicas estaduais e locais.
Em 1948, a publicação Texas Federation News transformou-se em uma revista bimestral chamada Texas Clubwoman, que continua a ser publicada até hoje. O número de associadas do clube apresentou uma diminuição ao longo do tempo, com 13.000 mulheres e 500 clubes registrados em 1985. Em 1992, a TFWC contava com 384 clubes, refletindo um aumento de cerca de 10%.

## Sócias notáveis
- Olga Bernstein Kohlberg [en], primeira vice-presidente;[6]
- Anna Pennybacker [en], presidente de 1901 a 1903;[10]
- Mary Shapard [en], indicada para o Prêmio Nobel da Paz;[21]
- Adella Turner [en], presidente de 1904 a 1906.[22]